# Falcon Heights, Minnesota
Falcon Heights là một thành phố thuộc quận Ramsey, tiểu bang Minnesota, Hoa Kỳ. Năm 2010, dân số của thành phố này là 5321 người.

## Dân số
- Dân số năm 2000: 5572 người.
- Dân số năm 2010: 5321 người.